# Datus Hilarion Lega
Datus Hilarion Lega (ur. 21 października 1956 w Kupang) – indonezyjski duchowny katolicki, biskup diecezjalny Manokwari-Sorong od 2003.

## Życiorys
Święcenia kapłańskie otrzymał 15 czerwca 1984 i został inkardynowany do diecezji Ruteng. Był m.in. sekretarzem wykonawczym wydziału diecezjalnego ds. społeczno-ekonomicznych. Pełnił też funkcję dyrektora indonezyjskiej Caritas.
30 czerwca 2003 papież Jan Paweł II mianował go biskupem diecezjalnym Manokwari-Sorong. Sakry udzielił mu 7 września 2003 jego poprzednik - biskup Francis Xavier Sudartanta Hadisumarta.